# RBC EXT8
 (juillet 2023).
La mise en forme du texte ne suit pas les recommandations de Wikipédia : il faut le « wikifier ».
Les points d'amélioration suivants sont les cas les plus fréquents. Le détail des points à revoir est peut-être précisé sur la page de discussion.
- Les titres sont pré-formatés par le logiciel. Ils ne sont ni en capitales, ni en gras.
- Le texte ne doit pas être écrit en capitales (les noms de famille non plus), ni en gras, ni en italique, ni en « petit »…
- Le gras n'est utilisé que pour surligner le titre de l'article dans l'introduction, une seule fois.
- L'italique est rarement utilisé : mots en langue étrangère, titres d'œuvres, noms de bateaux, etc.
- Les citations ne sont pas en italique mais en corps de texte normal. Elles sont entourées par des guillemets français : « et ».
- Les listes à puces sont à éviter, des paragraphes rédigés étant largement préférés. Les tableaux sont à réserver à la présentation de données structurées (résultats, etc.).
- Les appels de note de bas de page (petits chiffres en exposant, introduits par l'outil «  Source ») sont à placer entre la fin de phrase et le point final[comme ça].
- Les liens internes (vers d'autres articles de Wikipédia) sont à choisir avec parcimonie. Créez des liens vers des articles approfondissant le sujet. Les termes génériques sans rapport avec le sujet sont à éviter, ainsi que les répétitions de liens vers un même terme.
- Les liens externes sont à placer uniquement dans une section « Liens externes », à la fin de l'article. Ces liens sont à choisir avec parcimonie suivant les règles définies. Si un lien sert de source à l'article, son insertion dans le texte est à faire par les notes de bas de page.
- La présentation des références doit suivre les conventions bibliographiques. Il est recommandé d'utiliser les modèles {{Ouvrage}}, {{Chapitre}}, {{Article}}, {{Lien web}} et/ou {{Bibliographie}}. Le mode d'édition visuel peut mettre en forme automatiquement les références.
- Insérer une infobox (cadre d'informations à droite) n'est pas obligatoire pour parachever la mise en page.

Pour une aide détaillée, merci de consulter Aide:Wikification.
Si vous pensez que ces points ont été résolus, vous pouvez retirer ce bandeau et améliorer la mise en forme d'un autre article.
 (décembre 2023).
RBC EXT8 est un amas globulaire de la galaxie d'Andromède (M31), situé par conséquent dans la constellation d'Andromède, à environ 76,6 kpc (∼250 000 al) de la Terre et à environ 27 kpc (∼88 100 al) du centre de sa galaxie hôte. Il a été découvert S. Galleti et al. en mars 2004 lors d'un agrandissement du Revised Bologna Catalog. Cet amas s'est fait remarqué par son spectre, dont les raies spectrales révèlent des niveaux de fer 800 fois inférieurs à ceux du Soleil.

## Propriétés
En 2021, Søren S. Larsen et al. publient les résultats d'une spectroscopie de l'amas faite avec l'instrument Wide Field Camera 3 du télescope spatial Hubble. Le spectre de l'amas montre une métallicité extrêmement faible de [Fe/H] = -2,91 ± 0,04 ainsi qu'une vieille population stellaire. La présence d'étoiles de la branche horizontale et d'une candidate d'étoile post-AGB, qui semblent être des sources importantes de rayons ultraviolet, a aussi été observée. Il a aussi été déterminer que son âge était d'environ 13 milliards d'années, sa masse de 1,14 ± 0,16 x 106 M☉, sa magnitude apparente de 15,79, que le rayon de son noyau était d'environ 0,93 pc (∼3,03 al) et que sa taille apparente était de 15,5 secondes d'arc. Les observations de Hubble ont également permis de détecter une variabilité de quelques heures sur plusieurs étoiles de l'amas. La vitesse de variation fait qu'elles sont considérées comme des variables de RR Lyrae (dont les périodes sont courtes).